# 1725
1725 (MDCCXXV) var ett normalår som började en måndag i den gregorianska kalendern och ett normalår som började en fredag i den julianska kalendern.

## Händelser

### Januari
- 25 januari – får den spanska kaparen Amaro Pargo titeln Hidalgo (adelsman).

### April
- 30 april – Den tysk-romerske kejsaren Karl VI och den spanske kungen Filip V sluter freden i Wien.

### September
- 3 september – Storbritannien, Frankrike och Preussen ingår Hannoverska alliansen.[1]

### Okänt datum
- Det holsteinska partiets tronkandidat, Karl XII:s systerson Karl Fredrik, gifter sig med Anna av Ryssland.
- I Sverige införs förbud mot offentliga badhus på grund av syfilisspridningen på badhusen.
- Christina Piper tar över Andrarums alunbruk och gård. Alunbruket blir Skånes största industri.
- Nya eller Lilla bollhuset i Stockholm omvandlas till finsk kyrka.

## Födda
- 5 februari – Anna Maria Rückerschöld, svensk författare.
- 24 mars – Samuel Ashe, amerikansk politiker, guvernör i North Carolina 1795–1798.
- 23 april – Gerardo Maiella, italienskt helgon.
- 29 juni – Maria Teresa Cybo-Malaspina, Hertiginna av Massa, monark i Massa i Italien 1744–1780.
- 24 juli – John Newton, brittisk sjökapten, slavskeppare, präst och sångförfattare.
- 2 september – Ewald Friedrich von Hertzberg, tysk greve och statsman.
- 25 oktober – Hans Gädda, svensk magister, kyrkoherde och prost.
- 11 december – George Mason, amerikansk statsman.
- 28 december – Benigna de Watteville, amerikansk skolpionjär.

## Avlidna
- 8 februari – Peter den store, rysk tsar från 1682.
- 20 april – Sophia von Kielmansegg, brittisk grevinna.
- 24 oktober – Alessandro Scarlatti, italiensk tonsättare.

### Fotnoter
1. ↑  Berättelser ur svenska historien (1885–1886) (läst 3 april 2011)